# David Alexander Hess

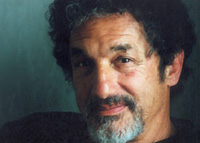
David Alexander Hess

David Alexander Hess (auch David Hess, David Dante und David Hill; * 19. September 1936 in New York City, New York; † 8. Oktober 2011 in Tiburon (Kalifornien)) war ein US-amerikanischer Musiker, Komponist, Filmregisseur, Filmproduzent und Schauspieler.

## Karriere als Musiker
Hess nahm unter dem Pseudonym David Hill am 7. November 1956 in den Capitol Studios von New York City die beiden von Otis Blackwell verfassten Musiktitel I’m All Shook Up/Melody for Lovers auf, die am 29. März 1957 als Single (Alladin #3359) veröffentlicht wurden. Die Single notierte nicht in den US-Charts. Das änderte sich, als am 12. April 1957 die Coverversion von Elvis Presley erschien. Sie avancierte zum Millionenseller und Nummer-eins-Hit unter dem Titel All Shook Up.
Pat Boone gelangte im März 1963 mit seiner Version der David-Hill-Komposition Speedy Gonzales auf den sechsten Platz der Billboard-Hot 100. Seine Single verkaufte sich weltweit über acht Millionen Mal. 
Es folgten zwei Solo-Alben und ein Top-10-Hit mit dem Titel Two Brothers. 1969 wurde David Hess Leiter der A&R-Abteilung bei Mercury Records in New York City. 1972 wechselte er zu Polygram Records in München.

## Karriere als Schauspieler
1972 spielte Hess die Rolle des Verbrechers Krug in Wes Cravens kontroversem Film Das letzte Haus links. Es folgten weitere Rollen in Action- und Horrorfilmen wie Der Schlitzer des umstrittenen Filmemachers Ruggero Deodato, Cravens Das Ding aus dem Sumpf und Zodiac Killer. Zudem gab es eine Reihe von Gastauftritten in bekannten Fernsehserien wie Das A-Team oder Knight Rider. Darüber hinaus spielte Hess, der fließend Deutsch sprach, auch in einigen deutschen Produktionen mit. 

### Filmografie als Schauspieler (Auswahl)
- 1970: Kalter Schweiß (De la part des copains)
- 1972: Das letzte Haus links (The Last House on the Left)
- 1975: Potato Fritz
- 1976: Per Saldo Mord (The Swiss Conspiracy)
- 1976: Die 21 Stunden von München (21 Hours at Munich)
- 1977: Wenn du krepierst, lebe ich! (Autostop rosso sangue)
- 1979: Lawinenexpress (Avalanche Express)
- 1980: Der Schlitzer (La casa sperduta nel parco)
- 1982: Das Ding aus dem Sumpf (Swamp Thing)
- 1983: White Star
- 1990: Die Kaltenbach-Papiere (Fernseh-Zweiteiler)
- 1991: Bucks größtes Abenteuer (Buck ai confini del cielo) (& Musik)
- 1993: Die Rache des weißen Indianers (Jonathan degli orsi)
- 1996: Zwei Engel mit vier Fäusten (Noi siamo angeli)
- 2004: Zombie Nation
- 2005: Ulli Lommel’s Zodiac Killer
- 2009: Smash Cut

### Filmografie als Regisseur
- 1980: To All a Goodnight